# Pavetta annobonensis
Pavetta annobonensis är en måreväxtart som beskrevs av Cornelis Eliza Bertus Bremekamp. Pavetta annobonensis ingår i släktet Pavetta och familjen måreväxter. Inga underarter finns listade i Catalogue of Life.